# Omar al-Shaheen
Omar al-Shaheen (* 3. September 1992) ist ein kuwaitischer Poolbillardspieler. Er wurde 2021 Vizeweltmeister in der Disziplin 9-Ball.

## Karriere

### Einzel
Omar al-Shaheen trat im Oktober 2009 als Siebzehnjähriger erstmals international in Erscheinung, als er bei den US Open den 33. Platz belegte.
Im Februar 2011 folgte seine erste WM-Teilnahme; bei der 8-Ball-Weltmeisterschaft in Fudschaira verlor er sein Auftaktspiel gegen Stephan Cohen knapp mit 6:7 und zog unter anderem durch Siege gegen Lo Li-wen, Rodolfo Luat und Manuel Gama ins Achtelfinale ein, in dem er dem Niederländer Nick van den Berg mit 4:9 unterlag. Die beiden weiteren Weltmeisterschaften 2011 verliefen weniger erfolgreich, so musste er sich im 10-Ball in der Runde der letzten 64 dem Engländer Daryl Peach mit 8:9 geschlagen geben und im 9-Ball schied er mit nur einem Sieg in der Vorrunde aus.
Nachdem er bei der 8-Ball-WM 2012 in der Runde der letzten 64 gescheitert war, besiegte al-Shaheen bei der 9-Ball-WM unter anderem Chang Yu-Lung und Khaled al-Mutairi, bevor er im Achtelfinale dem späteren Finalisten Li Hewen mit 9:11 unterlag. Im Oktober 2012 wurde er erstmals zum World Pool Masters eingeladen, bei dem er jedoch im Achtelfinale gegen Nick van den Berg verlor.
Anfang 2013 wurde al-Shaheen beim 9-Ball-Wettbewerb des Derby City Classic Neunzehnter. Im Mai besiegte er bei den China Open unter anderem Radosław Babica, Karl Boyes und Hsu Kai-lun und zog erstmals ins Halbfinale eines größeren Turniers ein, in dem er sich jedoch dem späteren Turniersieger Lee Van Corteza mit 3:11 geschlagen geben musste. Durch den Halbfinaleinzug erreichte er mit dem 14. Rang seine bis dahin beste Weltranglistenplatzierung. Im weiteren Verlauf des Jahres schied er hingegen zumeist früh aus, so scheiterte er bei der 9-Ball-WM in der Runde der letzten 64 und kam bei den US Open auf den 33. Platz, bevor er beim World Pool Masters gegen Shane van Boening verlor.
Ab 2014 nahm al-Shaheen gelegentlich an Euro-Tour-Turnieren teil und erreichte bei den Austria Open 2014 und bei den Austrian Open 2015 die Runde der letzten 32. Daneben blieben in dieser Zeit bessere Ergebnisse aus; beim Derby City Classic 2014 kam er nicht über einen 50. Platz im One Pocket hinaus und bei den 9-Ball-Weltmeisterschaften 2014 und 2015 scheiterte er in der Vorrunde.
Nachdem er beim Derby City Classic 2016 im Bank Pool auf den 20. Rang gekommen war, erreichte er bei der 9-Ball-WM sein drittes WM-Achtelfinale und unterlag dem späteren Vizeweltmeister Shane van Boening (5:11). Wenig später schied er bei den Kuwait Open in der Vorrunde aus. Anfang 2017 gelang ihm beim dritten Anlauf erstmals ein Sieg beim World Pool Masters. Nachdem er sich gegen Niels Feijen durchgesetzt hatte, unterlag er im Viertelfinale jedoch dem Taiwaner Chang Jung-Lin.
2018 erzielte al-Shaheen bei mehreren Turnieren in den Vereinigten Staaten gute Ergebnisse. So wurde er unter anderem Dritter beim Music City Classic und bei den Junior Norris Memorial Open und zog bei der Freezer’s Icehouse 10-Ball Challenge ins Finale ein, in dem er dem Philippiner Warren Kiamco mit 5:13 unterlag. Nachdem er bei den US Open im 10-Ball Neunter geworden war, gewann er im September 2018 durch einen Finalsieg gegen Justin Bergman die Texas Open. Bei der 9-Ball-Weltmeisterschaft 2018 hingegen schied er in der Runde der letzten 64 aus.
Im folgenden Jahr erzielte al-Shaheen zwei Finalteilnahmen. Im Februar unterlag er beim Bank-Pool-Wettbewerb des Derby City Classic dem Amerikaner Billy Thorpe und im Mai gewann er durch einen Endspielsieg gegen Alejandro Calderon das Big Tyme Classic. Daneben wurde er unter anderem Fünfter bei den Texas Open und Dritter beim Bogies Classic, während er bei den US Open auf den 97. Rang kam.
Anfang 2020 wurde al-Shaheen beim Derby City Classic Vierter im Bank Pool, Zehnter im One-Pocket und kam beim 9-Ball-Wettbewerb auf den elften Platz.
Im März 2021 kam al-Shaheen bei drei der vier Wettbewerbe der Midwest Open unter die besten vier und zog beim 10-Ball-Einladungsturnier ins Finale ein, in dem er dem Weltmeister Fjodor Gorst unterlag. Wenig später erreichte er bei den Iron City Open und bei der Southeastern Triple Crown den dritten Platz. Im Juni besiegte al-Shaheen bei der 9-Ball-Weltmeisterschaft nach einer Vorrundenniederlage gegen Aloysius Yapp unter anderem Daniel Macioł, Chris Melling, Tomasz Kapłan und Olivér Szolnoki und zog als erster Kuwaiter ins Finale ein, in dem er sich dem Österreicher Albin Ouschan mit 9:13 geschlagen geben musste.

### Mannschaft
Omar al-Shaheen nahm bislang viermal am World Cup of Pool teil. Nach Auftaktniederlagen bei seinen drei ersten Teilnahmen – 2011 und 2013 mit Khaled al-Mutairi und 2012 mit Abdullah Al Yousef als Doppelpartner – bildete er 2021 gemeinsam mit Bader al-Awadhi das kuwaitische Team, das ins Achtelfinale einzog und den späteren Turniersiegern Joshua Filler und Christoph Reintjes aus Deutschland unterlag.
Mit der kuwaitischen Mannschaft nahm al-Shaheen 2010 an der Team-WM teil und schied mit ihr in der Vorrunde aus.

## Erfolge
| Ergebnis | Jahr | Turnier                              | Finalgegner        | Endstand |
| -------- | ---- | ------------------------------------ | ------------------ | -------- |
| Finalist | 2018 | Freezer’s Icehouse 10-Ball Challenge | Warren Kiamco      | 5:13     |
| Sieger   | 2018 | Texas Open                           | Justin Bergman     | n. b.    |
| Finalist | 2019 | Derby City Classic – Bank Pool       | Billy Thorpe       | n. b.    |
| Sieger   | 2019 | Big Tyme Classic                     | Alejandro Calderon | n. b.    |
| Finalist | 2021 | Midwest Open – 10-Ball Invitational  | Fjodor Gorst       | n. b.    |
| Finalist | 2021 | Weltmeisterschaft (9-Ball)           | Albin Ouschan      | 9:13     |

## Teilnahmen an Weltmeisterschaften
| Disziplin   | 2011              | 2012              | 2013              | 2014              | 2015              | 2016              | 2017              | 2018              | 2019              | 2020              | 2021              |
| ----------- | ----------------- | ----------------- | ----------------- | ----------------- | ----------------- | ----------------- | ----------------- | ----------------- | ----------------- | ----------------- | ----------------- |
| 8-Ball      | A                 | L64               | nicht ausgetragen | nicht ausgetragen | nicht ausgetragen | nicht ausgetragen | nicht ausgetragen | nicht ausgetragen | nicht ausgetragen | nicht ausgetragen | nicht ausgetragen |
| 9-Ball      | R                 | A                 | L64               | R                 | R                 | A                 | –                 | L64               | –                 | n. a.             | F                 |
| 10-Ball     | L64               | nicht ausgetragen | nicht ausgetragen | nicht ausgetragen | –                 | nicht ausgetragen | nicht ausgetragen | nicht ausgetragen | –                 | n. a.             |                   |
| 14/1 endlos | nicht ausgetragen | nicht ausgetragen | nicht ausgetragen | nicht ausgetragen | nicht ausgetragen | nicht ausgetragen | nicht ausgetragen | nicht ausgetragen | nicht ausgetragen | nicht ausgetragen | nicht ausgetragen |

| Legende | Legende                               |
| ------- | ------------------------------------- |
| S       | Sieger                                |
| F       | Finalist                              |
| H       | Halbfinalist                          |
| V       | Viertelfinalist                       |
| A       | Achtelfinalist                        |
| LX      | Niederlage in der Runde der letzten X |
| R2      | Niederlage in Runde 2                 |
| R       | Vorrundenaus/Niederlage in Runde 1    |
| –       | nicht teilgenommen                    |
| n. a.   | nicht ausgetragen                     |